# Дружный (Тоцкий район)
Дружный — посёлок в Тоцком районе Оренбургской области. Входит в состав Суворовского сельсовета.

## История
В 1966 году указом  Президиума Верховного Совета РСФСР посёлок отделения № 4 совхоза «Тоцкий» переименован в Дружный.

## Население
| 2010 |
| ---- |
| 124  |

## Улицы
В посёлке имеется одна улица — Дружнинская.